# Abando
Abando – stacja metra w Bilbao, na linii 1 oraz linii 2. Obsługiwana przez Bizkaiko Garraio Partzuergoa. Znajduje się w dzielnicy Abando, w Bilbao. Obsługuje dworzec kolejowy Bilbao Abando.